# Syed Kamall
Syed Salah Kamall, barone Kamall (Londra, 15 febbraio 1967), è un politico e accademico britannico, appartenente al Partito Conservatore. È membro del Parlamento europeo dal 2005 al 2019 e nel 2013 assume la direzione della delegazione del Partito Conservatore al Parlamento europeo. È presidente del Gruppo dei Conservatori e dei Riformisti Europei dal 2014 al 2019.
Alle elezioni europee del 2019, Syed Kamall ha perso il seggio al Parlamento europeo.

## Biografia

### Origini, formazione e attività professionale
Syed Kamall proviene da una famiglia di origine indo-guyanese, è nato e cresciuto nel quartiere di Islington a Londra ed è musulmano. Suo padre si trasferì dalla Guyana a Londra negli anni '50. Kamall ha svolto fino al 1988 la formazione in elettronica a Liverpool. Nel 1989, ha conseguito un master in scienze economiche presso la London School of Economics. Ha conseguito il titolo di dottore di ricerca nel 2004 su "Organizational Change" presso la City University di Londra.
È stato analista di sistemi aziendali presso il Dipartimento relazioni internazionali di NatWest Bank dal 1989 al 1991. Dal 1994 al 1996 ha insegnato economia aziendale all'Università di Bath. Ha poi ricevuto un contratto di ricerca di un anno per l'amministrazione aziendale presso l'Università di Leeds. Dal 1997 al 2001 è stato vicedirettore di Omega Partners e dal 2001 al 2005 consulente di SSK Consulting. A partire dal 2004 ha anche insegnato come docente ospite presso l'Università di Leeds.

### Carriera politica

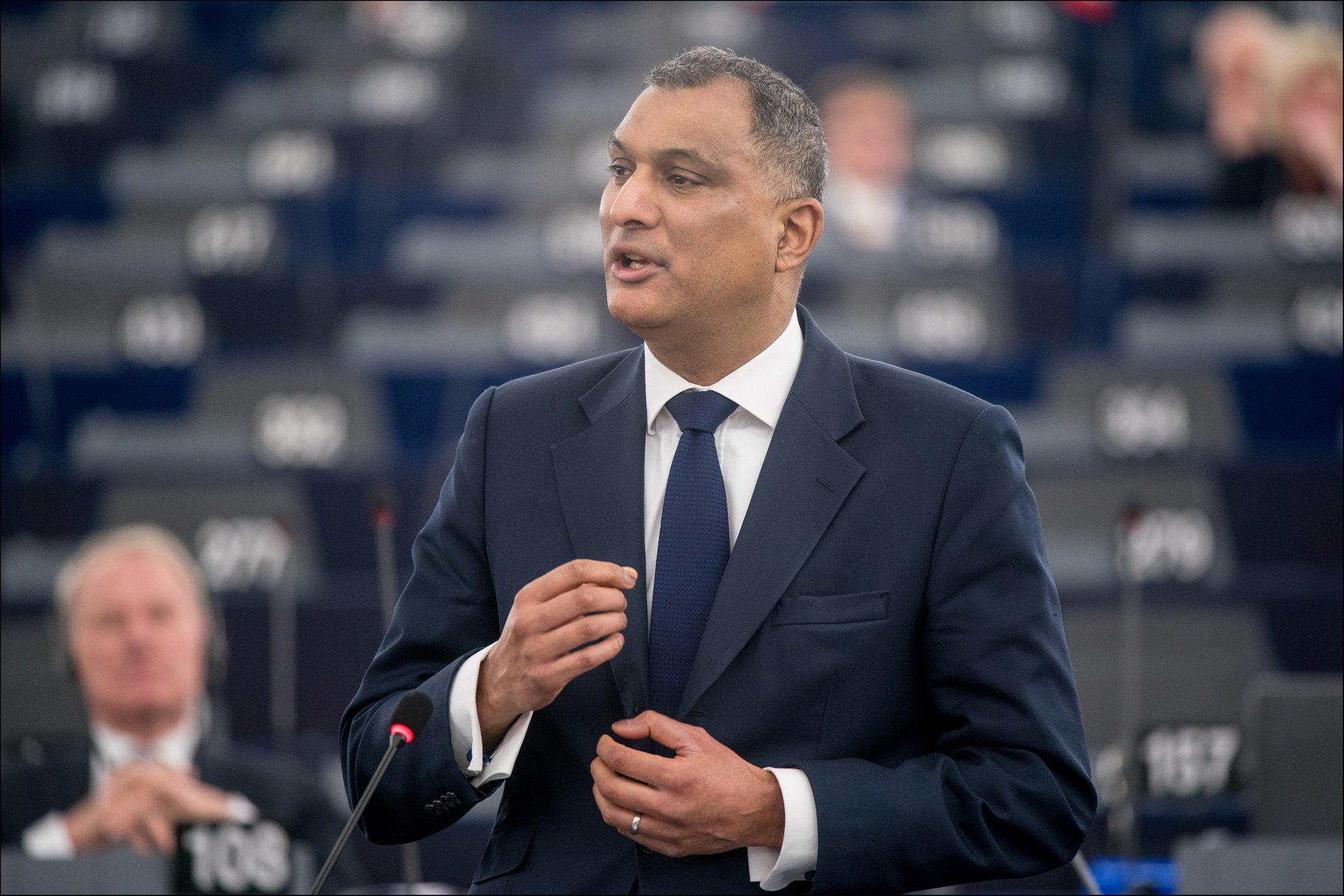
Syed Kamall al Parlamento europeo durante il dibattito sulla Brexit nel 2019

Ha rappresentato Londra come membro del Parlamento europeo per il Partito Conservatore dal 2005 al 2019 e dal 2013 al 2014 è Capo dei Conservatori al Parlamento Europeo. Nel giugno 2014 è diventato presidente del Gruppo dei Conservatori e dei Riformisti Europei e co-presidente dal luglio 2017, insieme a Ryszard Legutko.
Nell'ottobre 2018, Kamall ha provocato una rivolta a Strasburgo confrontando socialisti e nazisti. Sorpreso da un'osservazione sugli estremisti di destra durante un dibattito sulla Brexit il 24 ottobre, Kamall ha descritto i socialisti come simili ai nazisti. Un intervento che ha causato turbolenze e reazioni violente, tra cui Guy Verhofstadt e il vicepresidente della Commissione Frans Timmermans, che lo ha definito "idiota". Udo Bullmann del gruppo S&D, Germania, ha dichiarato: "Centinaia di migliaia di socialdemocratici, persone rette sono state vittime del terrore nazista. Perché non si sono arresi, perché hanno difeso la democrazia e la dignità umana. La sua osservazione è un'indescrivibile mancanza di rispetto, signor Kamall "Assolutamente indegno di questo Parlamento europeo". Kamall fu infine costretto a scusarsi.
Il 28 gennaio 2021 è stato creato pari a vita con il titolo di barone Kamall, di Edmonton nel borgo londinese di Enfield.